# Unione Sportiva Folgore Caratese
L'Unione Sportiva Folgore Caratese A.S.D., nota semplicemente come Folgore Caratese, è una società calcistica italiana con sede nella città di Carate Brianza (MB). Milita in Serie D, quarta divisione del campionato italiano di calcio.
Fondata nel 1908 e attiva calcisticamente dal 1909, è una delle società sportive più antiche della Brianza (preceduta dalle sole Pro Lissone, fondata nel 1901, e Pro Victoria Monza, attiva dal 1906). Il corrente assetto societario è stato raggiunto nel 2011, allorché la Caratese si è fusa con la Folgore Verano, dando vita ad un unico soggetto con la succitata denominazione.
Nella sua storia la società vanta quale massimo successo la partecipazione a 9 campionati di Serie C.
La frangia della tifoseria organizzata a Verano, sorta nella primavera del 2024, è nota come Gradinata Est.

## Storia

### Primi anni
L'8 marzo 1908 viene fondata la polisportiva Unione Sportiva Caratese, che avvia la propria attività in ambito provinciale, dedicandosi inizialmente al ciclismo. Un anno dopo nasce la sezione calcistica, subito affiliata alla FIGC. Entro il 1913 le attività della Caratese spaziano anche fino alla marcia e al tiro. L'attività agonistica tuttavia s'interrompe nel 1915, allo scoppio del primo conflitto mondiale.
Allorché gli atleti reduci dal conflitto rientrano in Brianza, la società si ricompone e nel 1919 si dota di un campo sportivo, lo stadio dei Mulini di Agliate. Tale impianto viene perfezionato ed ingrandito onde renderlo conforme alle normative del Comitato Regionale Lombardo FIGC, che delibera l'ammissione dell'U.S. Caratese al campionato di Terza Categoria 1920-1921.
La società usufruisce del campo dei Mulini fino all'inizio della stagione 1923-1924, allorché esso gli viene revocato: tale handicap infrastrutturale condiziona notevolmente l'attività calcistica, che viene ridotta alle sole giovanili (basate al campetto dell'oratorio locale), mentre la maggior parte dei giocatori più talentuosi si svincola e passa alla Vis Nova S.C. di Giussano.

### L'ascesa
L'attività agonistica riprende a pieno regime nella stagione 1926-1927, allorché la Caratese si piazza seconda nel torneo di Quarta Divisione e accede alla Terza Divisione. Frattanto viene avviata la costruzione di un nuovo campo sportivo, la cosiddetta Fossa, che oltre al gioco del calcio viene adibito a velodromo: esso sarà "casa" della società azzurra fino al 1985.
Il 1926 segna dunque l'inizio dell'ascesa del sodalizio brianzolo, che risale le graduatorie e raggiunge il campionato di Serie C nella stagione 1937-1938. Durante questo periodo arriva in società Angelo Farina, ex portiere dell'Atalanta: egli si trasferisce a Carate per ragioni di lavoro e viene ingaggiato dapprima come allenatore, poi ne viene nominato presidente. Tra i giocatori più rappresentativi di questo periodo di successi si annoverano i difensori Carlo Vergani (detto Pirlin), Pierino Fumagalli, gli attaccanti Riccardo Pulici e Virginio Sala (detto Saleta).
La permanenza nella terza serie dura nove anni - intervallati dalla seconda guerra mondiale - e termina nella stagione 1947-1948. Questo periodo rimarrà nella storia come quello più prolifico e ricco di successi per il club lambraiolo, che addirittura in due stagioni (nel 1939 e nel 1940) si qualifica per la Coppa Italia.

### Altalena tra i dilettanti
Dal 1948, con la retrocessione nel campionato di Promozione, la squadra ridimensiona il proprio impegno: per i successivi vent'anni la Caratese milita in diverse categorie dilettantistiche a carattere regionale. Negli anni 1960 inoltre si conclude la lunga presidenza di Angelo Farina.
Un segnale di ripresa arriva nel 1970, allorché i brianzoli raggiungono la promozione in Serie D e si piazzano terzi assoluti nel quadrangolare finale della Coppa Italia Dilettanti, giocato a Forte dei Marmi.
Da lì in poi inizia un'altalena che vede la Caratese alternarsi tra i campionati di Interregionale e di Eccellenza: i maggiori risultati raggiunti in tali anni sono il 2º posto della stagione 1994-1995 del CND e il 4º posto della stagione 2004-2005 di Serie D.
Nuovamente retrocesse in Eccellenza al termine della stagione 2005-2006, un anno dopo la Caratese vince il girone B dell'Eccellenza lombarda e risale immediatamente in Serie D.
Stabilizzatasi nella massima divisione dilettantistica, nella stagione di 2010-2011 la Caratese avvia una collaborazione con l'Unione Sportiva Folgore Verano, che il 20 giugno 2011 sfocia nella fusione tra le due realtà: nasce così Folgore Caratese, che adotta congiuntamente i colori sociali delle due realtà preesistenti (azzurro per le maglie interne, granata per le esterne).
Nel maggio 2016 l'assemblea dei soci del club delibera l'elezione a presidente il giornalista Michele Criscitiello. Ruolo che ricopre fino al 31 maggio 2022, giorno in cui rassegna le proprie dimissioni dalla carica
Il 10 giugno 2022 l'assemblea dei soci delibera l'elezione di Giorgio Borgonovo a presidente di US Folgore Caratese, carica già ricoperta nel 2015.
Dall'estate 2023, la società Sportitalia prende la proprietà del club, con Michele Criscitiello che torna alla guida da presidente dopo la parentesi conclusa nel 2022.

## Colori e simboli

### Colori
Fin dalla fondazione la Caratese adotta quale colore sociale l'azzurro, che è dunque la tinta dominante nelle maglie interne.
A seguito della fusione del 2011 tra Caratese e Folgore Verano, il club che ne è scaturito ha mantenuto la suddetta tinta come colore preponderante, optando tuttavia per preservare anche il granata (tinta peculiare della società veranese) quale colore dedicato alle maglie da trasferta.

### Simboli
L'ultimo stemma conosciuto della Caratese era un doppio ancile bianco coi bordi azzurri, contenente al centro il monogramma USC (acronimo della ragione sociale, che appariva scritta per esteso nella corona).
La fusione del 2011 portò ad un aggiornamento di detto stemma: all'interno dell'ancile il monogramma venne mutato in FC e sopra di esso venne posta la sigla US ricavata dal vecchio simbolo della Folgore Verano. Venne tuttavia mantenuto inalterato lo schema cromatico di base.
Sul finire del 2015 lo stemma subì un ulteriore restyling: il monogramma FC assunse una sfumatura d'azzurro più intensa e la sigla US fu ridisegnata in colore oro. Egualmente aurei divennero i bordi dello scudo, mentre la corona esterna venne a sua volta colorata d'azzurro, invertendo la tinta con la ragione sociale (il cui testo divenne bianco e adottante un differente carattere tipografico).

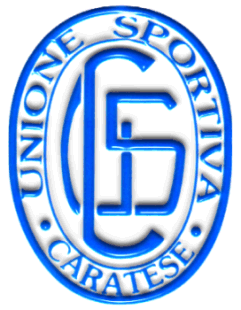
Stemma sociale fino al 2011
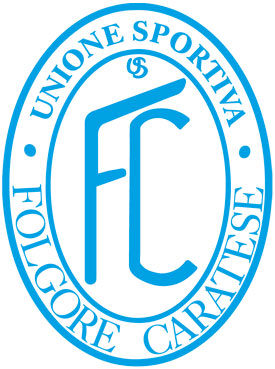
Stemma sociale in uso dal 2011 al 2015
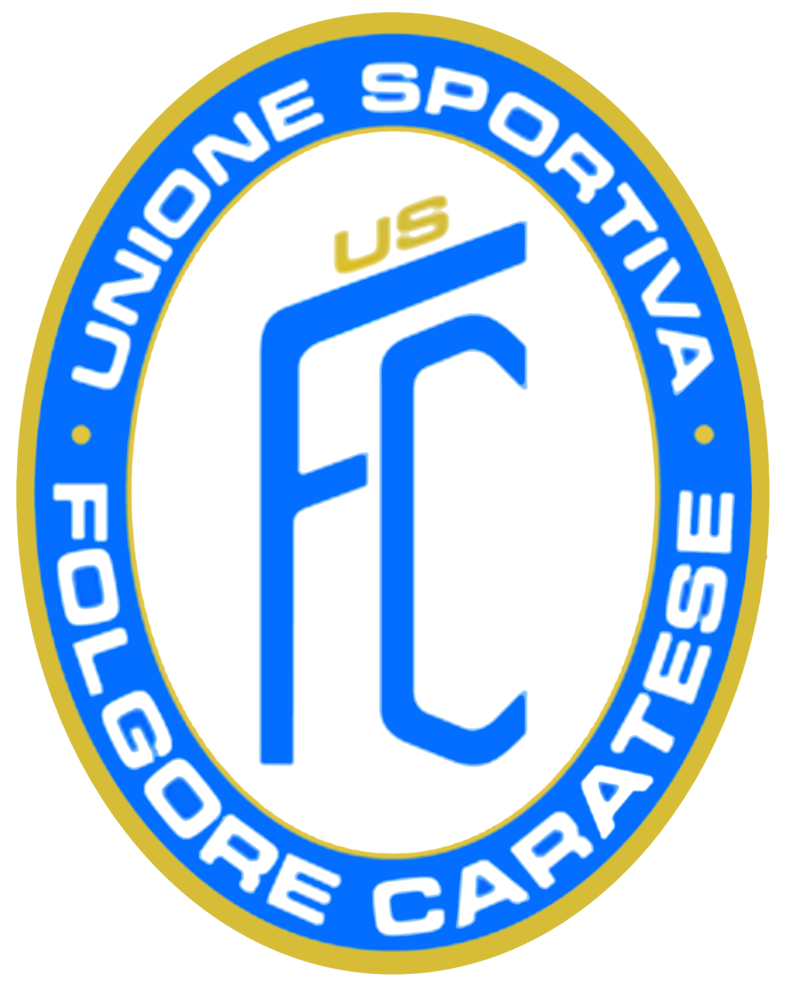
Stemma sociale in uso dal 2015

## Strutture

### Stadio
Il primo impianto adottato dalla Caratese per la pratica del calcio fu il cosiddetto "Campo sportivo dei Mulini", ubicato in frazione Agliate e poi smantellato negli anni 1920.
Nel 1926 esso venne sostituito dal "Campo sportivo del Littorio" di via Foppe, comunemente detto La Fossa: si trattava di un impianto polisportivo, giacché attorno al terreno di gioco si sviluppava un velodromo (successivamente demolito).
Nel 1985, presso il confine comunale con Verano Brianza, venne infine inaugurato lo stadio XXV Aprile, che da allora divenne campo interno di Caratese e Folgore Verano, rimanendo la "casa" anche del club unificato sorto nel 2011. Tale stadio può accogliere fino a 3 000 spettatori in due tribune laterali; attorno al prato si sviluppa la pista di atletica leggera.

### Centro di allenamento
La società usufruisce per i propri allenamenti del centro sportivo Claudio Casati, ubicato nelle pertinenze del suddetto stadio e fino al 2011 utilizzato congiuntamente da Caratese e Folgore Verano. Il centro (presso cui si trova anche la sede legale della società) dispone di un campo regolamentare da calcio e tre minori (da cinque o sette giocatori) in erba sintetica, nonché palestre e piscine aperte e scoperte.

## Giocatori
Il club ha fatto crescere numerosi atleti che poi hanno calcato i campi professionistici. Il giocatore della Caratese che ha poi raggiunto i massimi livelli è stato Moreno Torricelli, difensore della nazionale italiana agli europei del 1996 e ai mondiali di Francia '98.
Un altro giocatore che ha militato all'inizio della sua carriera nella Caratese (2004-2005-2006), per poi passare in Serie A nella stagione 2011-2012, è Paolo Grossi.

## Palmarès

### Competizioni regionali
- Eccellenza: 2

2003-2004, 2006-2007
- Promozione: 3

1970-1971, 1974-1975, 1989-1990
- Coppa Italia Dilettanti Lombardia: 1

2000-2001

### Altri piazzamenti
- Campionato Nazionale Dilettanti:

Secondo posto: 1994-1995 (girone B)
Terzo posto: 1958-1959 (girone B)
- Eccellenza:

Secondo posto: 1998-1999 (girone A)
- Coppa Italia Serie D:

Semifinalista: 2019-2020
- Coppa Italia Dilettanti:

Finalista: 2000-2001
Semifinalista: 1970-1971